# Хрест освячення

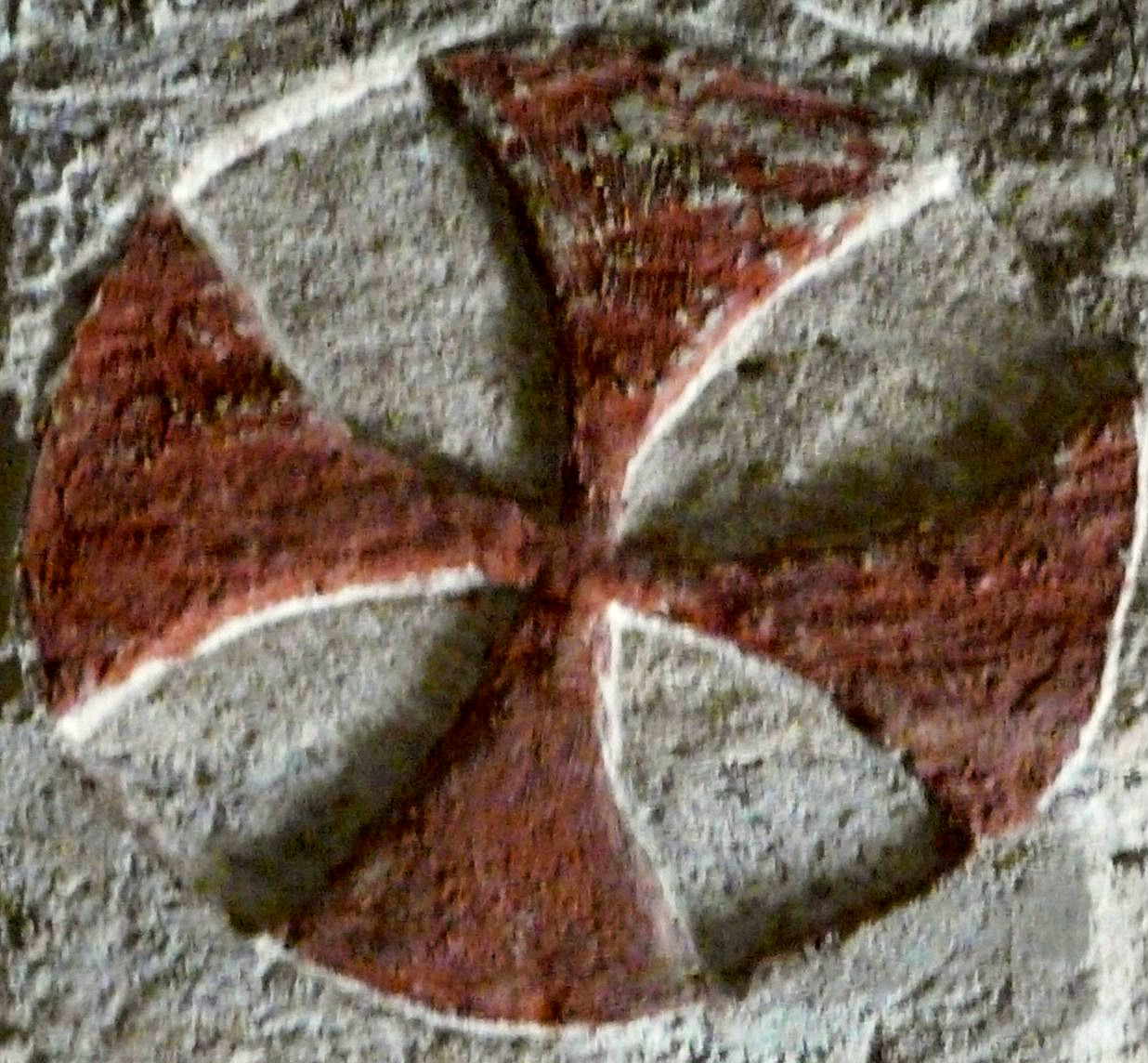
Хрест освячення в церкві Сен-Вааст, Вілак, Дордонь, Франція

Хрест освячення - хрест на внутрішніх стінах та зовнішній архітектурі християнської церкви чи собору, що показують, де єпископ помазав церкву миром чи святою водою для того, щоб її освятити. Перед кожним хрестом завжди є місце для свічки, яке запалюється в річницю освячення. Хрести означають святість церкви. Троїцька каплиця ХІІІ століття у соборі Солсбері містить розписаний хрест освячення, що датується 30 вересня 1225 року.

## Історія

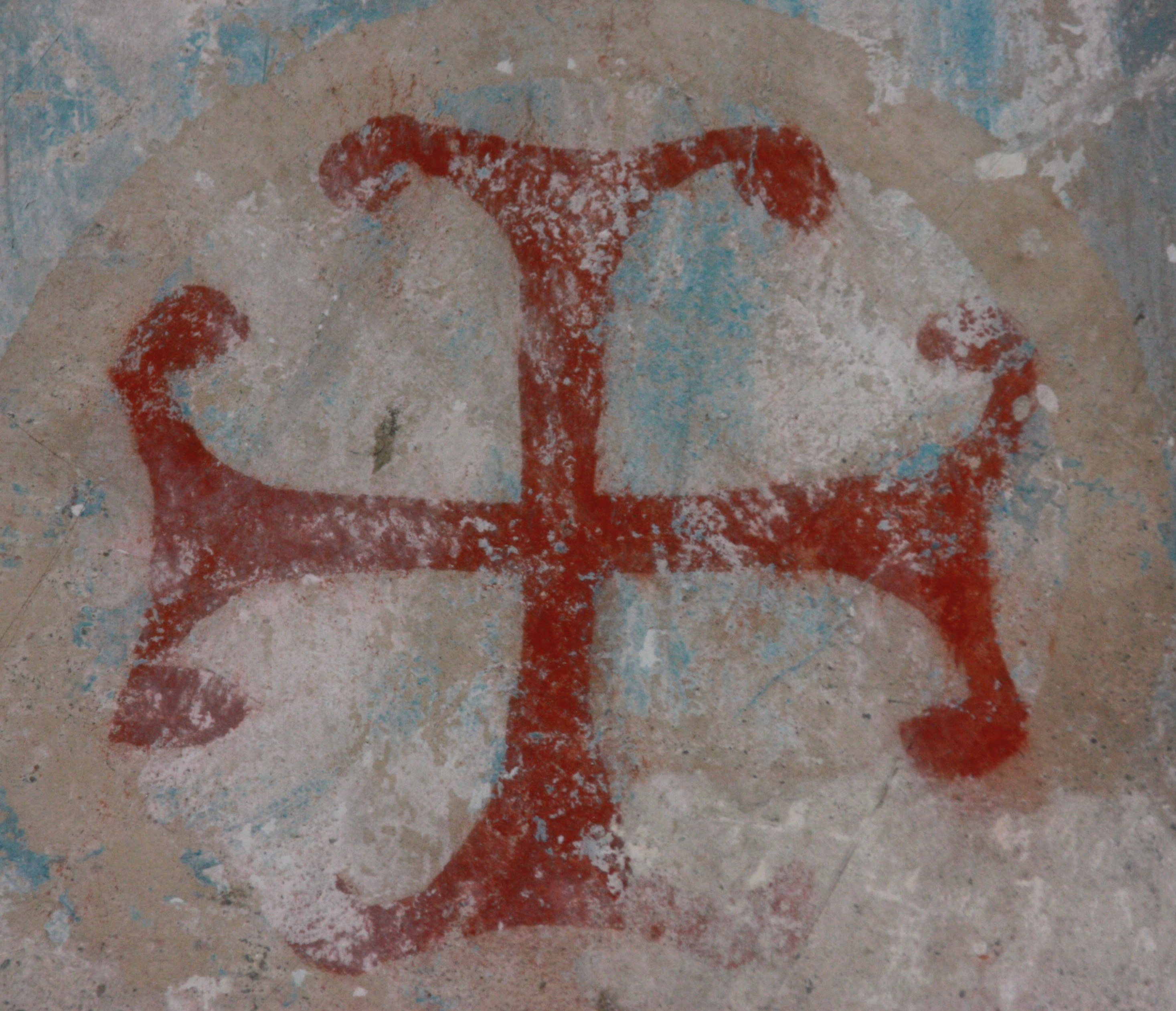
Хрест у Метниці, Австрія

До часу правління Костянтина між 306 і 337 роками освячення будівель для проведення меси мало бути приватним через страх переслідування, тому фізичні знаки посвячення навряд чи залишаться. Існують різні думки щодо початку офіційного та громадського освячення будівель. Одна з версій говорить, що від царювання Костянтина освячення церкви було публічним святом, яке слід відзначати в наступні роки. Тому стали можливими візуальні символи цієї події, такі як написи грецькою та латинською абеткою на підлозі церкви. Інша версія приписує початок традиції Феодосію I  між 379 і 395 роками, коли відбувалося очищення язичницьких храмів під час переходу Римської імперії до християнства.

## Символіка
Освячення "наносить на будівлю незгладимий знак (св. Тома, II-II: 34: 3), завдяки якому воно ніколи не може бути передана для загального або недобросовісного використання". Таким знаком є символ хреста освячення на стіні церкви.

## Матеріал і форма

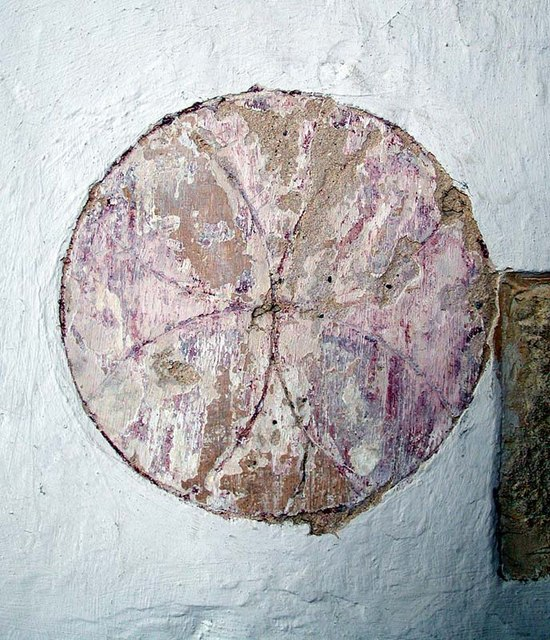
Хрест у Сент-Мері, Чарлтон-на-Отмур

У середньовічній традиції дванадцять внутрішніх хрестів можуть бути намальовані на штукатурці або виготовлені з незнищенного матеріалу та прикріплені до кам’яних стін. Хрестики, як правило, розміщені високо на стінах і мали під ним нерухомий свічник. Дванадцять зовнішніх хрестів можна було пофарбувати, вигравірувати, вирізати або зробити з іншого матеріалу та наклеїти.
Найпоширенішу і найдавнішу форму з чотирьох вигнутих рамен однакової довжини в колі легко можна було побудувати на кам'ені за допомогою циркуля. Цю форму також називають закругленим хрестом. Його форма не відрізняється від Болніського хреста, Тамплієрського хреста, залізного хреста та Кентерберійського хреста. Однак хрест освячення існує і в інших традиційних формах, таких як сонячний хрест. 

## Кількість та місцезнаходження
Зазвичай може бути дванадцять пофарбованих хрестів високо на штукатурних стінах всередині церкви, а інші вигравірувані зовні на дверних рамах, стовпах або кутах. Однак це залежить від епохи, форми християнства, використовуваного ритуалу та форми будівлі. Оскільки єпископ також окроплює вівтар і підлогу хрестиками святої води, не виключено, що там можуть бути встановлені постійні пам’ятні знаки. Деякі церкви дуже давні і значно змінені, тому у випадках гарної збереженості можна виявити дванадцять хрестів всередині найдавнішої кам'яної споруди, або другий набір із дванадцяти у дуже великій та реконструйованій перебудові, де нові стіни перевершували старі. 

## Церкви з освяченням хрестів

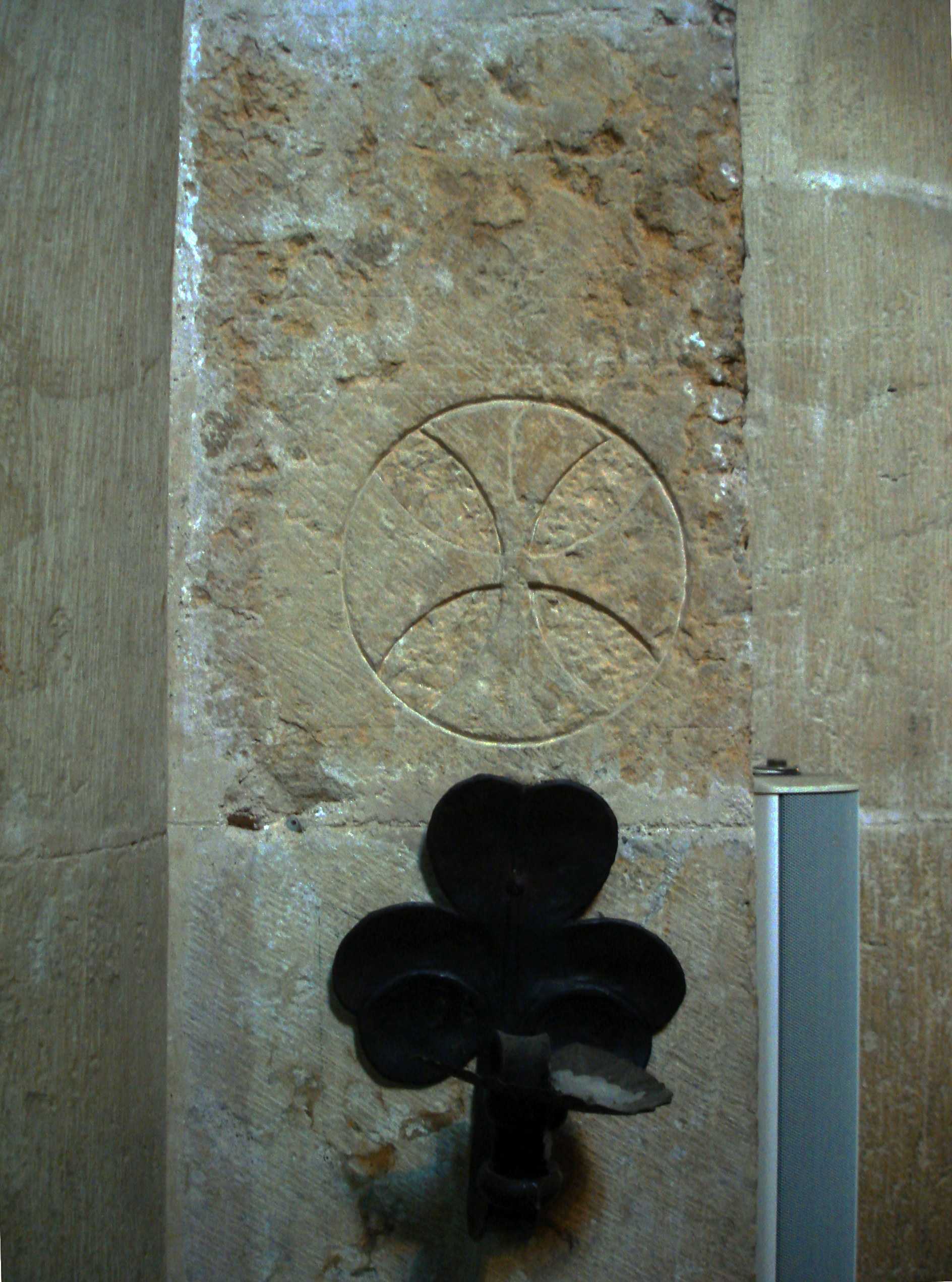
Хрест із бра свічки в соборі Коїмбра, Португалія

### Фінляндія
Церква Састамала в Каркуку має реставровані залишки вапнякового хреста, що висить на стіні. Церква Наанталі на південному заході Фінляндії має вісім намальованих хрестів. 

### Об'єднане Королівство
Станом на 1912 р. Собор Солсбері мав щонайменше вісім зовнішніх хрестів: три рівнинні на північній стіні, три на східній стіні та два тиснені на південній стіні. Ризниця на південній стіні та статуя на західному фронті, ймовірно, приховували решту чотирьох хрестів. Існуючі хрести були вирізані в кам’яних контрфорсах. Були розписані внутрішні хрестики, що відповідають положенням зовнішніх хрестів. Один із таких внутрішніх хрестів Солсбері вшановує присвячення Троїцькій каплиці 30 вересня 1225 року. У зруйнованому соборі Елгіна та костелі Святої Руди в Стірлінгу є хрести. Церква Святої Марії в Оттрії Св. Марії має різні добре збережені хрести. Церква Святого Серця в Буші була освячена 1977 року кардиналом Юмом і містить дванадцять пам'ятних хрестів, які були подаровані місцевим соціальним клубом. Церква святих Петра і св. Павла в Амптоні містить намальований хрест. Церква Святої Марії, Шіптон Соарс має середньовічні хрести, пофарбовані червоним свинцем, у хрестовині та небі. Внутрішні хрести можна побачити в церкві Всіх Святих в Кентон, Сент - Мері в Торгам Парво і Святого Петра в Великому Лівермері. Церква св. Петра на Крітингу Св. Петра має зовнішні хрести. Є один хрест освячення в неві Данфермлайнського абатства. 